# Репехів
Ре́пехів — село в Україні, у Львівському районі Львівської області. Населення становить 258 осіб. Орган місцевого самоврядування — Бібрська міська рада. 

## Назва
Назва села Репехів, на думку українського мовознавця Михайла Худаша, походить від кореня «леп», який означає «кращий» у багатьох слов'янських мовах.

## Географія
Село розташоване на півночі району, за 36 кілометрів від районного центру. Фізична відстань до Жидачева — 36 км, до Києва — 578 км.
Сусідні населені пункти:
Місцеві топоніми, зафіксовані у земельній метриці 1787 року: «Загуменики», «Помярки», «В Жолобі», «П'ятничанські Гони», «Попова долина», «Попів ліс», «Коротиші», «Зарваниця», «Коритовина», «Гнилі кернички», «Острий Горб», «Глиниська».
| Клімат Репехова         | Клімат Репехова | Клімат Репехова | Клімат Репехова | Клімат Репехова | Клімат Репехова | Клімат Репехова | Клімат Репехова | Клімат Репехова | Клімат Репехова | Клімат Репехова | Клімат Репехова | Клімат Репехова | Клімат Репехова |
| Показник                | Січ.            | Лют.            | Бер.            | Квіт.           | Трав.           | Черв.           | Лип.            | Серп.           | Вер.            | Жовт.           | Лист.           | Груд.           | Рік             |
| Середній максимум, °C   | −1,3            | 0,0             | 5,0             | 12,6            | 18,6            | 21,8            | 23,1            | 22,6            | 18,3            | 12,7            | 5,5             | 0,6             | 11,6            |
| Середня температура, °C | −4              | −2,6            | 1,6             | 8,0             | 13,4            | 16,6            | 17,8            | 17,2            | 13,4            | 8,3             | 2,7             | −1,7            | 7,6             |
| Середній мінімум, °C    | −6,7            | −5,1            | −1,7            | 3,5             | 8,3             | 11,4            | 12,6            | 11,9            | 8,5             | 3,9             | 0,0             | −4              | 3,6             |
| Норма опадів, мм        | 36              | 35              | 39              | 51              | 79              | 94              | 96              | 73              | 58              | 43              | 41              | 47              | 692             |
| ----------------------- | --------------- | --------------- | --------------- | --------------- | --------------- | --------------- | --------------- | --------------- | --------------- | --------------- | --------------- | --------------- | --------------- |
| Джерело:                |                 |                 |                 |                 |                 |                 |                 |                 |                 |                 |                 |                 |                 |

У селі розташована ботанічна пам'ятка природи — Тополя-патріарх.

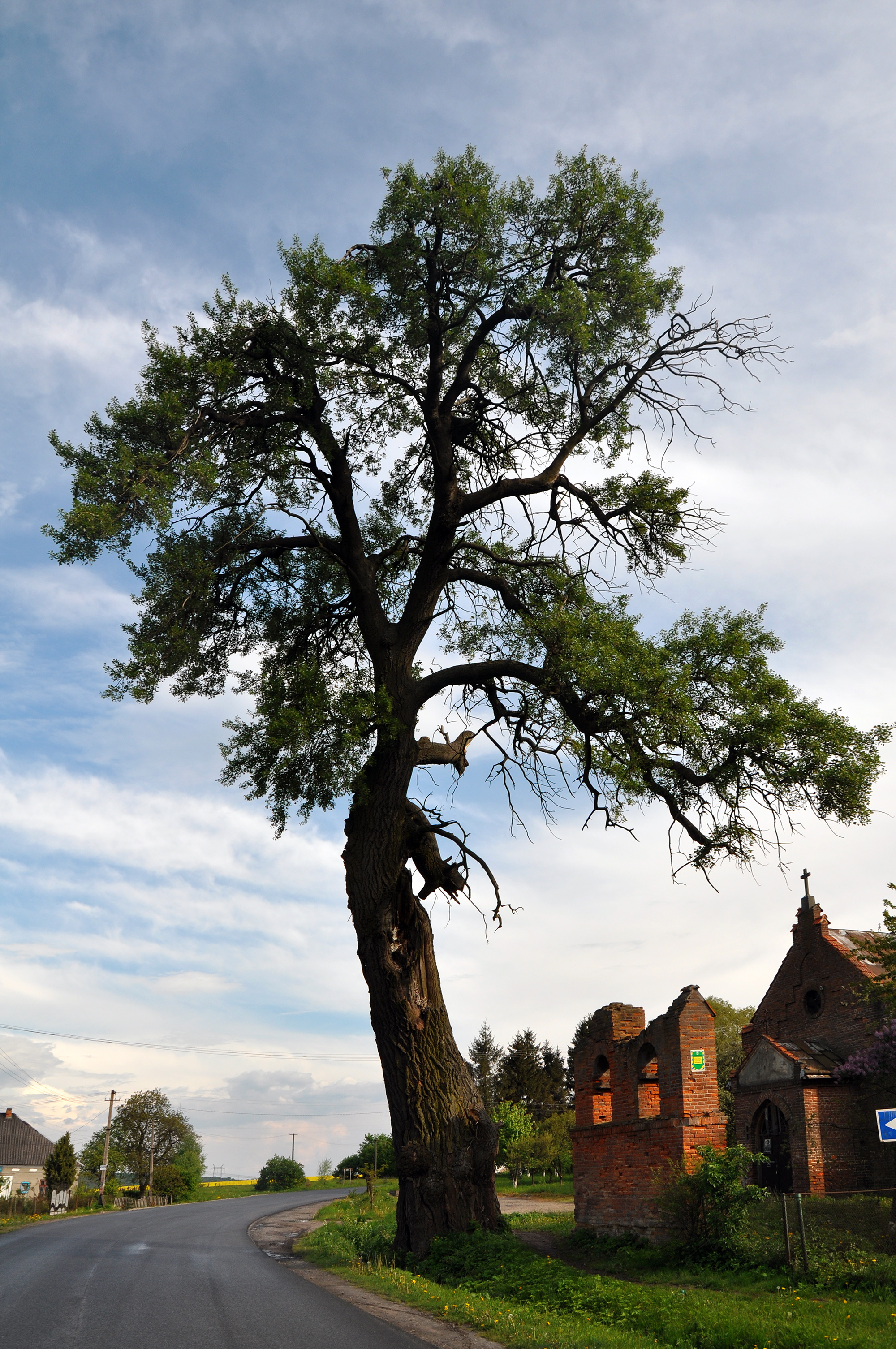
Ботанічна пам'ятка природи «Тополя-патріарх»

## Населення
| Населення села Репехів (1765–?) | Населення села Репехів (1765–?) | Населення села Репехів (1765–?) | Населення села Репехів (1765–?) | Населення села Репехів (1765–?) | Населення села Репехів (1765–?) | Населення села Репехів (1765–?) | Населення села Репехів (1765–?) |
| Рік                             | Загальна кількість              | Релігійний склад                | Релігійний склад                | Релігійний склад                | Релігійний склад                | Релігійний склад                | Релігійний склад                |
| Рік                             | Загальна кількість              | Греко-католики                  | %                               | Римо-католики                   | %                               | Юдеї                            | %                               |
| ------------------------------- | ------------------------------- | ------------------------------- | ------------------------------- | ------------------------------- | ------------------------------- | ------------------------------- | ------------------------------- |
| 1765                            |                                 | 187                             |                                 |                                 |                                 |                                 |                                 |
| 1880                            |                                 |                                 |                                 |                                 |                                 |                                 |                                 |
| 1909                            |                                 |                                 |                                 |                                 |                                 |                                 |                                 |
| 1935                            |                                 |                                 |                                 |                                 |                                 | -                               | -                               |

За даними перепису населення 2001 року у селі проживали 258 осіб. Рідною мовою назвали:
| Мова       | Кількість осіб | Відсоток |
| ---------- | -------------- | -------- |
| українська | 258            | 100,00 % |

## Історія
Перша згадка про село датується 1406 роком: вона міститься у борговому зобов'язанні польського короля Казимира шляхтичеві Чебровському, у якому король дозволив збирати прибутки з ряду сіл, серед яких був і Репехів, як покриття боргу розміром 50 гривень. Село на той час належало Короні Польській, було віддано братам Ч(Ц)ебровським до 1469 року.
19 лютого 1506 року село, як і сусідні Баківці, Трибоківці та Жабокруки, були звільнені від сплати податків, що могло бути спричинено набігом татар. У той час воно належало польському шляхтичу — галицькому хорунжому Рафалу з Сєняви (Рафаелю із Сеняви). У 1515 році, за наявності 3 ланів землі, село належало Мсцішкам. У актовому записі 1521 року зазначено про те, що Репехів було залишено у довічну власність Яну Чебровському (Цебровському), хоча вже у 1525 році села Репехів, Баківці, Трибоківці та Борилів були віддані як борг за позичені 300 золотих хорунжому Миколі Сенявському. Через вісім років, 31 травня 1533 року, король надав села Баківці, Трибоківці, Репехів, Жабокруки, Дворище та Любшу у довічне утримання Александру і Прокопу Сенявським — молодшим братам майбутнього великого коронного гетьмана Миколая Сєнявського (між іншим, побратима Дмитра-Байди Вишневецького). У 1547 році король надав села Репехів і Баківці у спадкове володіння Олександру і Прокопу Сенявським. За даними податкового реєстру 1578 року у селі оброблялись 6 ланів землі, жив священик, а саме село належало жмигродському каштелянові.
Навесні 1600 року король Зигмунд III Ваза дозволив Яну Щасному Гербуртові викупити села Репехів, Баківці і Трибоківці у їх власниці — Анни Стадніцкої. Довічним володінням Станіслава Глембоцького село стало весною 1622 року з волі короля, Зигмунта III Вази, хоча через 2 роки село було передане Яну Каменомойському. У 1626 році село зазнало спустошливого нападу татарської орди, що не дозволило зібрати і 5-ї частини нормального податку . У Репехові, у 1630—1640 роках, було 2 стави, 2 млини, мешкало 15 сімей кметів. У довічне володіння Маріанні Кросновській село перейшло на початку 1641 року, за рішенням польського короля Владислава IV, хоч через кілька років село перебувало у власності Анни Казановської.
Під час національно-визвольної війни українського народу село, як і сусідні Трибоківці і Баківці, спустошили татарські орди. Опис 1662 року зазначає, що у селі були 4 кмети, 6 комірників, 1 загородник, млин, став і не менше 30-ти бджолосімей. На той час село перебувало у довічному володінні Анни з Потока Слушки та її другого чоловіка Міхала Яна Станіславського.
Наступним зафіксованим власником села став ковельський староста князь Димитр Яблоновський, який 10 листопада 1740 року отримав села Баківці, Репехів і Трибоківці від польського короля Августа II Сильного. Згідно з актом люстрації села 1765 року, річний прибуток із села становив 2183 золотих. Після першого поділу Польщі, що відбувся у вересні 1772 року, село опинилось у складі імперії Габсбурґів (з 1804 року —  Австрійської імперії). Власник не змінився — 5 червня 1778 року князь Яблоновський викупив Репехів, декілька довколишніх сіл за 28 000 злотих ринських.

## Релігійне життя
- Римо-католицька капличка у Репехові спорудження якої розпочали 1906 року — але не як репехівської, а як баківської і закінчили лише 1910 року. Освятив новозбудовану святиню 2 травня 1910 року єпископ-суфраган Владислав Бандурський. Невелика за розмірами, мурована з цегли, покрита бляхою. До нави, з боку входу, прибудовано невеликий притвор з хрестом у вершині. Трикутний фронтон нави завершується також хрестом. З протилежного боку від головного входу до нави прибудовано чотиригранний вівтар, з чотиригранним дахом, у вершині якого знаходиться ще один хрест. З обох сторін вівтаря прибудовано маленькі різниці. Стіни храму мають високі стрільчаті вікна. В інтер'єрах збереглися рештки олійного розпису. На місці, де колись знаходилася сингатурка нині гніздо лелеки. В радянський час каплицю використовували як склад-станцію для заправки газових балонів, відтак, напевно, споруда дожила до наших днів ще у пристойному вигляді, хоча й тривалий час стояла пусткою.[13]
- Греко-католицька церква Покрови Пресвятої Богородиці.[14] Адміністратор парафії — о. Андрій Соколовський.

## Політика
На виборах у селі Репехів працює окрема виборча дільниця, розташована в приміщенні народного дому «Просвіта». Результати виборів:
- Парламентські вибори 2002: зареєстровано 190 виборців, явка 92,63 %, найбільше голосів віддано за Блок Віктора Ющенка «Наша Україна» — 91,48 %, за Блок Юлії Тимошенко — 3,41 %, за Виборчий блок політичних партій «За Єдину Україну!» — 1,14 %. В одномандатному окрузі найбільше голосів отримав Осташ Ігор Іванович («Наша Україна») — 59,66 %, за Антонова Віталія Борисовича (Народна партія) — 23,86 %, за Осташа Івана Богдановича (самовисування) — 7,95 %[15].
- Вибори Президента України 2004 (третій тур): зареєстровано 184 виборці, явка 96,20 %, з них за Віктора Ющенка — 99,44 %, за Віктора Януковича — 0,00 %[16].
- Парламентські вибори 2006: зареєстровано 178 виборців, явка 92,70 %, найбільше голосів віддано за блок «Наша Україна» — 71,52 %, за Український народний блок Костенка і Плюща — 10,91 %, за Блок Юлії Тимошенко — 7,27 %[17].

| Парламентські вибори 2012, результати голосування | Парламентські вибори 2012, результати голосування | Парламентські вибори 2012, результати голосування | Парламентські вибори 2012, результати голосування | Парламентські вибори 2012, результати голосування |
| ------------------------------------------------- | ------------------------------------------------- | ------------------------------------------------- | ------------------------------------------------- | ------------------------------------------------- |
|                                                   |                                                   |                                                   |                                                   | віддано голосів                                   |
| ВО «Батьківщина»                                  | ВО «Батьківщина»                                  |                                                   | 55                                                | 55                                                |
| ВО «Свобода»                                      | ВО «Свобода»                                      |                                                   | 42                                                | 42                                                |
| «УДАР»                                            | «УДАР»                                            |                                                   | 32                                                | 32                                                |
| «Наша Україна»                                    | «Наша Україна»                                    |                                                   | 6                                                 | 6                                                 |
| «Партія регіонів»                                 | «Партія регіонів»                                 |                                                   | 5                                                 | 5                                                 |
| Інші                                              | Інші                                              |                                                   | 3                                                 | 3                                                 |

- Парламентські вибори 2007: зареєстрований 181 виборець, явка 92,27 %, найбільше голосів віддано за Блок «Наша Україна — Народна самооборона» — 54,49 %, за Блок Юлії Тимошенко — 43,71 %, за Соціалістичну партію України — 0,60 %[19].
- Вибори Президента України 2010 (перший тур): зареєстровано 178 виборців, явка 86,52 %, найбільше голосів віддано за Юлію Тимошенко — 41,56 %, за Віктора Ющенка — 24,03 %, за Арсенія Яценюка — 13,64 %[20].
- Вибори Президента України 2010 (другий тур): зареєстровано 179 виборців, явка 87,71 %, з них за Юлію Тимошенко — 94,27 %, за Віктора Януковича — 5,73 %[21].
- Парламентські вибори 2012: зареєстровано 187 виборців, явка 73,80 %, найбільше голосів віддано за Всеукраїнське об'єднання «Батьківщина» — 38,46 %, за Всеукраїнське об'єднання «Свобода» — 29,37 % та партію «УДАР» — 22,38 %[18]. В одномандатному окрузі найбільше голосів отримав Кіт Андрій Богданович («УДАР») — 57,64 %, за Канівця Олега Леонідовича (Всеукраїнське об'єднання «Батьківщина») — 35,42 %, за Осташа Ігоря Івановича (самовисування) — 3,47 %[22].

### Парламентські вибори, 2019
На позачергових парламентських виборах 2019 року у селі функціонувала окрема виборча дільниця № 460310, розташована у приміщенні народного дому.
Результати
- зареєстровано 157 виборців, явка 63,69 %, найбільше голосів віддано за «Європейську Солідарність» — 33,00 %, за «Слугу народу» — 18,00 %, за Всеукраїнське об'єднання «Батьківщина» — 17,00 %.[23] В одномандатному окрузі найбільше голосів отримав Андрій Кіт (самовисування) — 62,00 %, за Олега Канівця (Громадянська позиція) — 14,00 %, за Андрія Гергерта (Всеукраїнське об'єднання «Свобода») — 9,00 %[24].